# Совет сохранения объектов израильского наследия
Совет по сохранению объектов израильского наследия — ассоциация, которая работает над сохранением исторических зданий и объектов в Израиле . Совет действовал в рамках Израильского общества охраны природы, но в 2008 году выделился и был зарегистрирован как независимая структура.

## Учреждение Совета

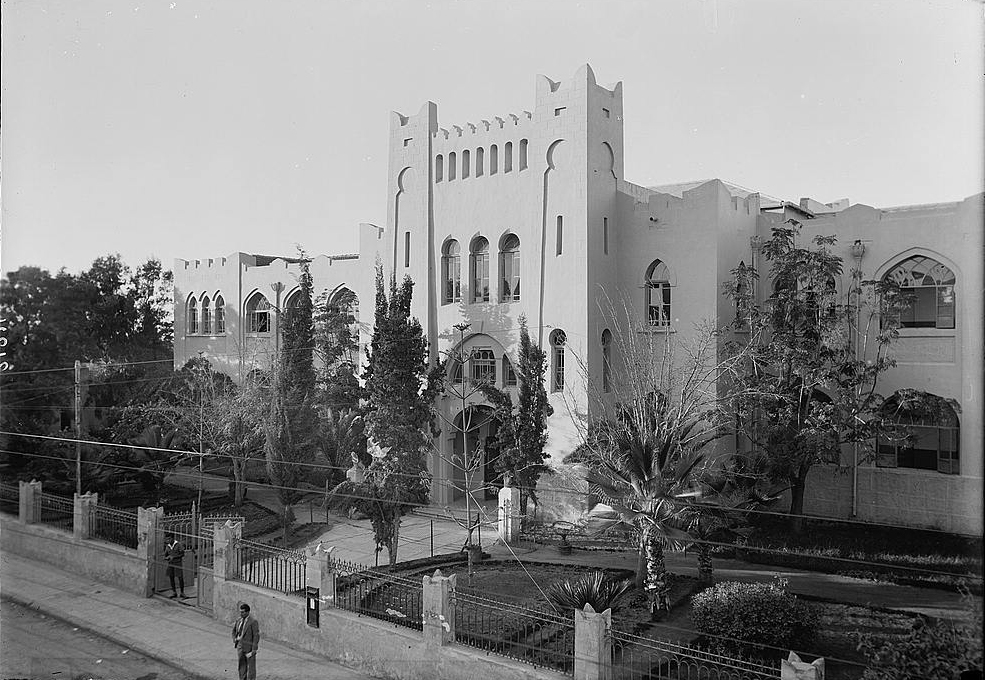
Здание гимназии «Герцлия», расположенное в конце первой улицы в Тель-Авиве, улицы Герцля, на месте которой впоследствии была построена башня Шалома Меира

В июле 1959 года для того, чтобы построить первый небоскрёб на Ближнем Востоке, башню Шалома Меира, была разрушена гимназия «Герцлия», первая в мире еврейская средняя школа. Кроме того, разрушались и другие здания исторического значения. Эти факты привлекли внимание общественности к важности сохранения этих построек. В 1978 году Кнессет принял Закон о древностях, который является продолжением Обязательного закона о сохранении древностей в Израиле. Но закон действовал только для древностей и исторических мест, построенных до 1700 года, а здания и объекты, построенные после этого, и являющиеся памятниками сионистского поселения в стране не были защищены конституционными законами.
Первое заседание Совета по сохранению состоялось в Иерусалиме 17 декабря 1984 года . Во встрече также приняли участие президент Израиля Хаим Герцог, министр образования и культуры Ицхак Навон и министр абсорбции Аарон Узан. В учредительном договоре, написанном Элиаху Ха-Коэном, были написаны типы мест, с которыми будет иметь дело Совет, в том числе: места, где происходили важные действия в период с 1700 по 1948 год, дома, в которых жили важные исторические церемонии или важные личности, дома архитектурной уникальности, остатки технологий, вроде школ и ферм.
После своего создания Совет выбрал в качестве своего символа гимназию «Герцлия» в качестве напоминания о горькой ошибке разрушения здания, имеющего большое значение.

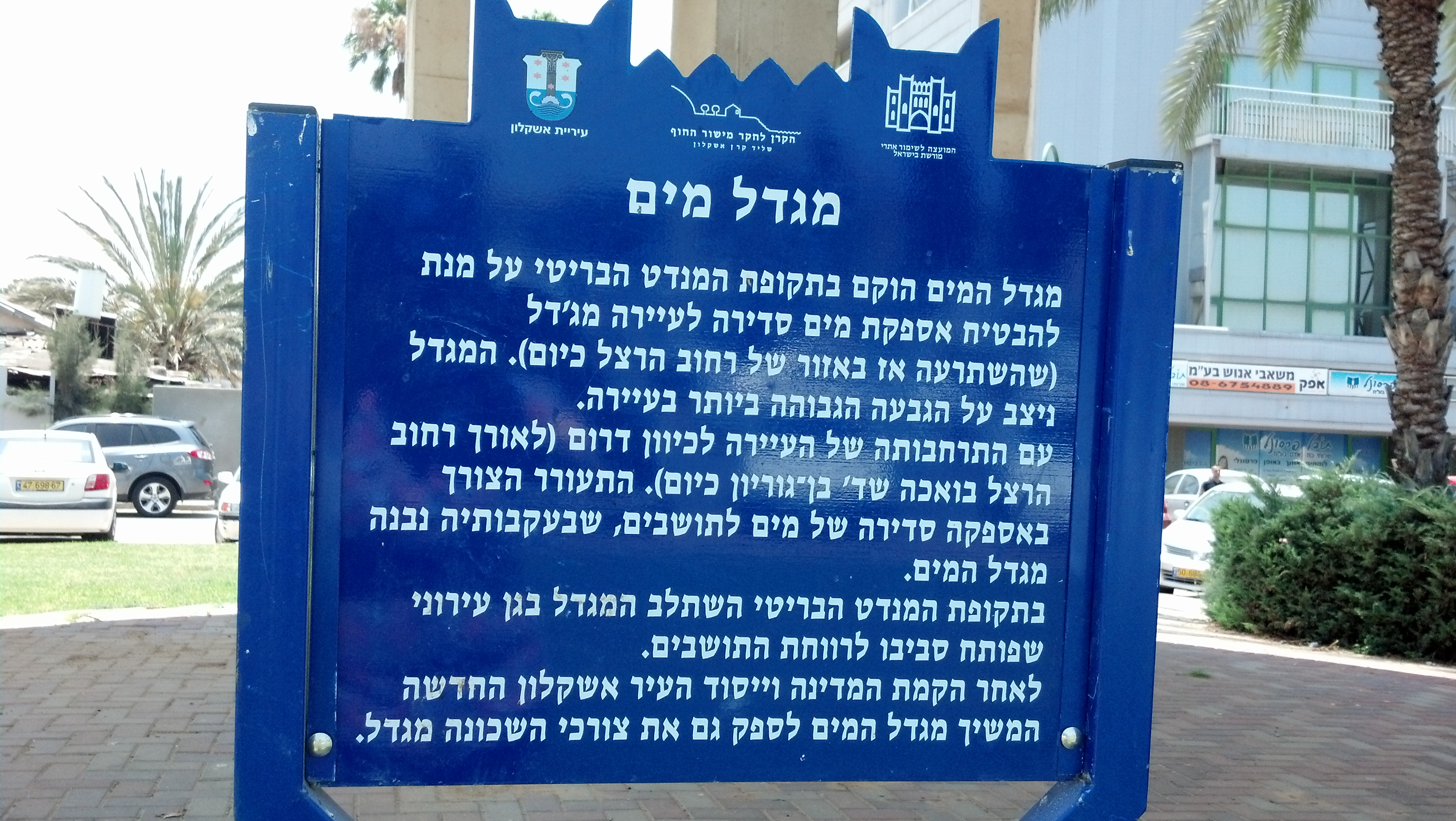
Плакат Совета на водонапорной башне в Ашкелоне

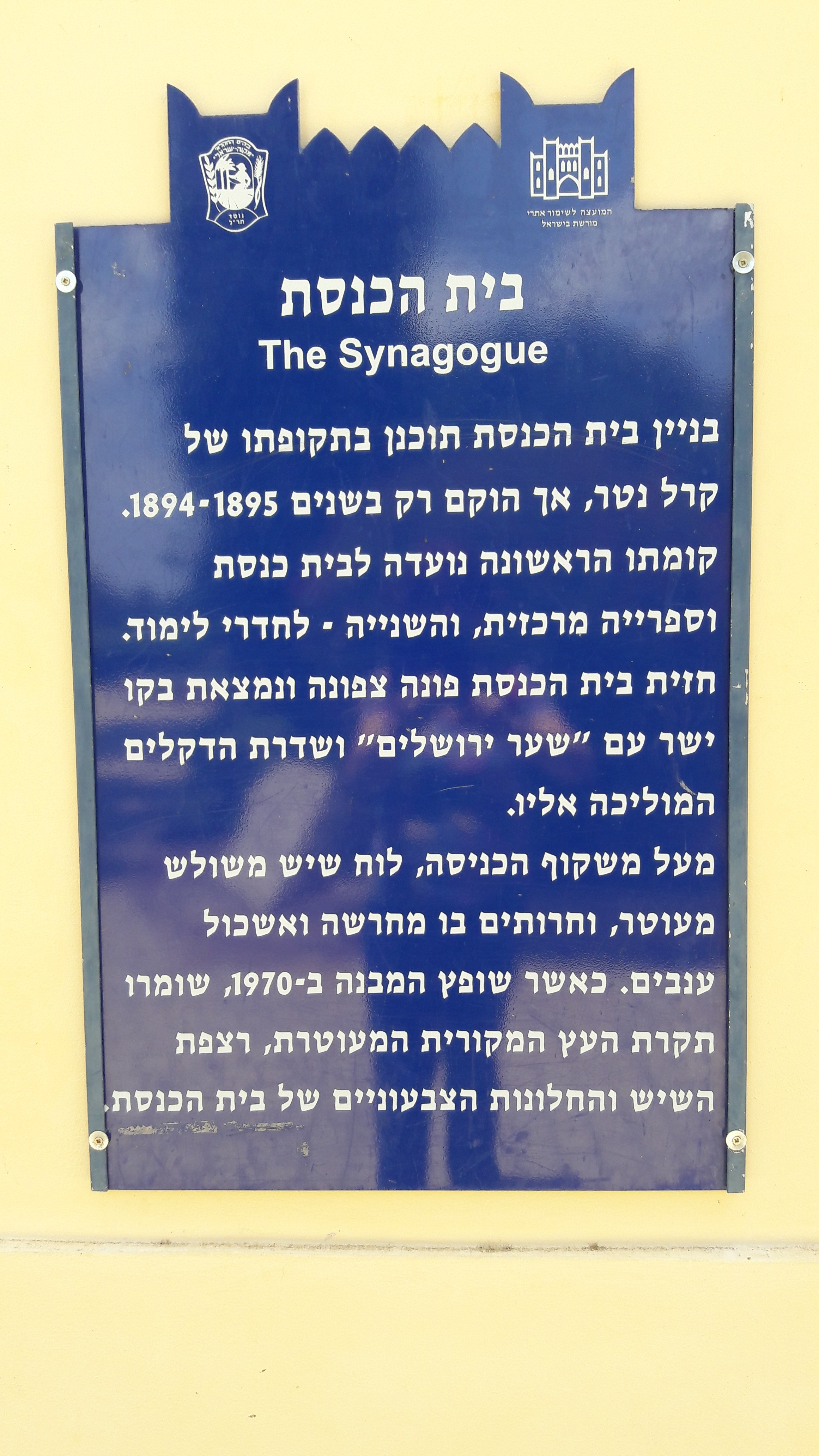
Памятная доска Совета по сохранению мест перед синагогой Микве Исраэль

## Деятельность Совета
За годы своей работы Совет сохранил и защитил многие объекты наследия в стране. Хотя консервационный реестр Совета является юридически обязательным, подрядчики и предприниматели часто игнорируют эту обязанность и разрушают ту или иную постройку, зная, что им придется заплатить высокий штраф. Предпринимателю, как правило, стоит заплатить штраф при условии, что «тревожный» дом будет разрушен и заменен новыми инициативами. Значительный поворот произошел в марте 2009 года, когда суд по местным делам в Хайфе постановил, что лицо, которое разрушило строение для сохранения Бат Галима, будет вынуждено заплатить высокий штраф и восстановить дом в течение года. 
Президентом Совета по сохранению объектов израильского наследия является Шломо Хилель, бывший Председатель Кнессета, а с 2010 года был назначен генеральным директором совета Йосси Фельдман, который заменил Омри Шалмона . Иегуда Декель, который был одним из основателей совета, занимал пост председателя его правления до своей смерти в январе 2008 года.
Девиз совета — «Прикоснуться к прошлому и сохранить его для потомков».
Совет выиграл приз имени Игала Алона за новаторский образец для подражания в 2010/11 году .

## Важные постройки, которые были сохранены или восстановлены
- Гиват ХаКиббуцим — Институт Аялон
- Дом Либермана
- Дом рава Кука
- Садовый участок Минкова
- Дом Вейцмана
- Музей обороны
- Музей Пальмах
- Экспериментальная станция Нили в Атлите
- Нелегальный иммиграционный лагерь в Атлите имени Моше Снэ
- Тель Амаль — Музей Башни и Стокада
- Строгий Дом
- Бейт Йеллин (Происхождение)
- Бейт Кадима
- Старый Ницаним, рука воюющей женщины
- Двор Кинерет
- Крепость 28
- Мицпе Ревивим
- Дом Хамейри
- Мицпе Лимотот
- Завод Мертвого моря в Содоме — Рабочий лагерь (Процесс консервации)
- Железнодорожный вокзал Изреельской железной дороги в Кфар-Иегошуа
- Молитвенный зал мисс Керри для трех религий, гора Ора
- Столовая в кибуце Кфар Масарик
- Синагога в Микве Исраэль
- Музеи истории развития городов